# Här kommer bärsärkarna
Här kommer bärsärkarna är en svensk komedifilm från 1965 i regi av Arne Mattsson.

## Handling[1]
Filmen handlar om de två bärsärkarna Glum (Carl-Gustaf Lindstedt) och Garm (Dirch Passer).

## Om filmen
Filmen premiärvisades 3 mars 1965 på biograf Astoria i Stockholm. Filmen spelades in vid Filmservice ateljé i Ljubljana med exteriörer från den bergiga kusten av Istrien mellan Portoroz och gränsen mellan Jugoslavien och Italien söder om Trieste. Fotograf var Kalle Bergholm.
Filmen fick mycket dålig kritik och några av de medverkande tog senare avstånd från den. Detta var den sista film som Åke Söderblom medverkade i.

## Roller[6]
- Carl-Gustaf Lindstedt - Glum den flugkäre
- Dirch Passer - Garm den dumme
- Åke Söderblom - Hjorvard den girige
- Nils Hallberg - Cassius, överståthållare
- Loredana Nusciak - Veronica, Cassius bihustru
- Walter Chiari - Pollo, venetiansk äventyrare
- Karl-Arne Holmsten - Olav den sure
- Elisabeth Odén - Vigdis
- Carl-Axel Elfving - Mullgott
- Curt Ericson - Tjarve
- Hans Wallbom - Kutt
- Olof Huddén - Kaptenen
- Daniela Igliozzi - Fatima
- Valeria Fabrizi - Elina
- Janko Hocevar - Barberaren
- Mirko Sever - hans biträde

## DVD
Filmen gavs ut på DVD 2005.